# Ижпланета

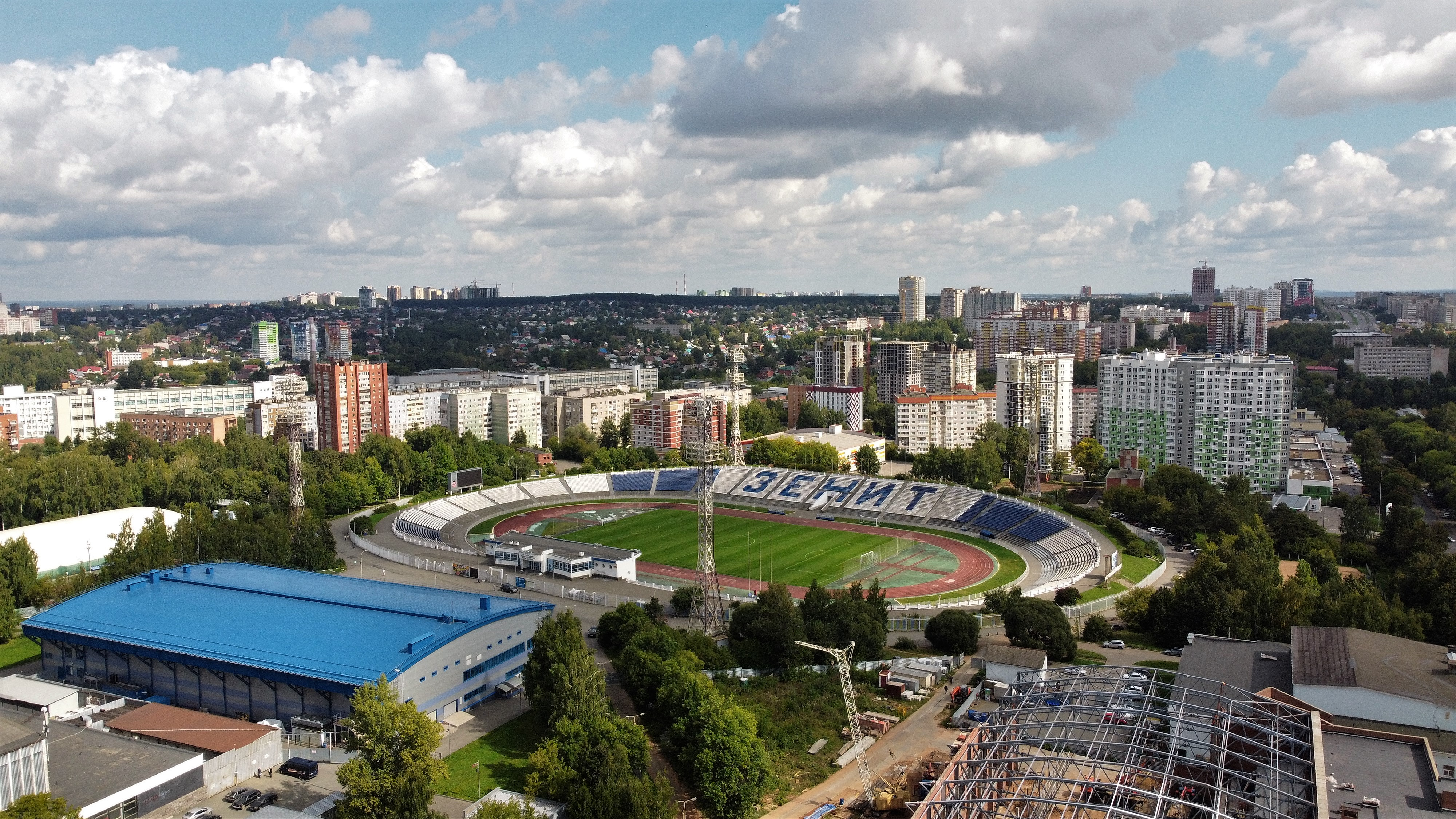
Стадион «Зенит» в Ижевске

«Ижпланета» (до 1971 года «Ижмаш») — спортивный клуб под эгидой Ижевского машиностроительного завода, существовавший с 1966 по 1996 год.

## История
В декабре 1964 года был открыт дворец спорта «Ижмаш», первым директором которого был назначен Ф. К. Клёпов. В 1966 году на базе дворца спорта был создан спортивный клуб «Ижмаш», в 1971 году переименованный в «Ижпланета». Первым председателем спортклуба стал Ю. М. Щекатуров. Ижпланета стал третьим в Удмуртской АССР спортивным клубом (после «Прогресса» Чепецкого механического завода и «Ижстали» Ижевского металлургического завода), официально получившим это звание.
В клубе тренировали спортсменов по следующим видам спорта: плавание, спортивная гимнастика, волейбол, футбол, лёгкая атлетика, борьба, баскетбол и бокс. С 1998 года действовала секция художественной гимнастики. С конца 1960-х годов в клубе сформировалась школа спортивной гимнастики под руководством тренеров Г. Ф. Степанова и С. А. Якимова.

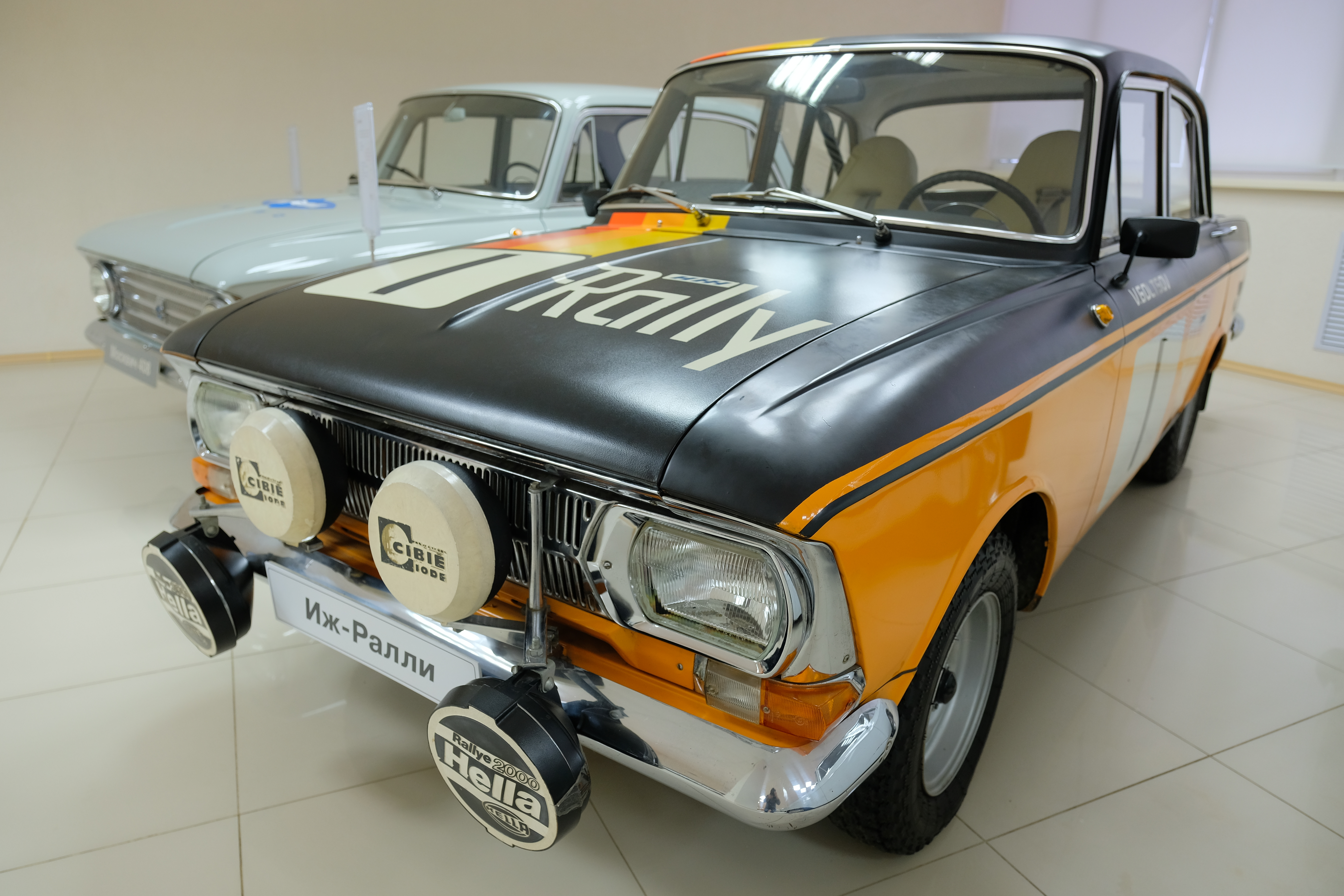
Автомобиль Иж-Ралли

С середины 1960-х годов в спортсмены Ижпланеты первыми в Удмуртии начали осваивать биатлон. Ижевские соревнования по биатлону, впервые прошедшие в 1969 году, позднее были включены во всесоюзный календарь и стали этапом для отбора в сборную СССР. С 1980-х годов клуб занял ведущие позиции в подготовке биатлонистов. В 1989 году команда биатлонистов Ижпланеты заняла первое место на всесоюзных соревнования школ-интернатов и школ олимпийского резерва, проходивших в Ижевске.
В 1970-х годах был создан шахматно-шашечный клуб Ижпланеты, которым руководил заслуженный тренер РСФСР и СССР Р. Н. Чебышев, воспитавший многократного чемпиона мира А. Р. Чижова.
Первыми автогонщиками клуба были Л. Морозов, В. Нечунаев, В. Пестов и В. Шихов. В конце 1960-х годов в команду пригласили литовских автогонщиков для передачи опыта ижевским спортсменам. В 1972 году конструкторы Ижмаша создали автомобиль Иж-Ралли, на котором выступали автогонщики Ижпланеты. Первым из воспитанников Ижпланеты чемпионом СССР стал Александр Окулич.
В 1980-х годах Ижпланета вышла на 2-е место (после клуба УдГУ) в Ижевске по количеству подготовленных легкоатлетов-мастеров спорта. Тренерами были М. Г. Хабибуллин и Л. А. Вахрушев.
К 1982 году клуб воспитал 244 мастера спорта СССР.
До 1992 года спортклуб базировался на стадионе «Зенит», расположенном рядом с дворцом спорта.
В 1996 году спортивный клуб был реорганизован в Удмуртский республиканский социально-педагогический колледж.